# Unfaithful
Unfaithful är en amerikansk film från 2002 i regi av Adrian Lyne. I huvudrollerna ses Richard Gere och Diane Lane.

## Rollista
| Diane Lane        | – Connie Sumner             |
| Richard Gere      | – Ed Sumner                 |
| Erik Per Sullivan | – Charlie Sumner, deras son |
| Olivier Martinez  | – Paul Martel               |
| Michelle Monaghan | – Lindsey                   |
| Chad Lowe         | – Bill Stone                |
| Erich Anderson    | – Bob Gaylord               |
| Kate Burton       | – Tracy                     |
| Margaret Colin    | – Sally                     |
| Željko Ivanek     | – Detective Dean            |
| Gary Basaraba     | – Detective Mirojnick       |
| Dominic Chianese  | – Frank Wilson              |
| Michael Emerson   | – Josh                      |